# كويست عربية
كويست عربية (بالإنجليزية: Quest Arabiya)‏ كانت ثمرة شراكة بين شركتي إيمج نيشن أبوظبي وقناة ديسكفري ناطقة باللغة العربية. وانطلق بثها الذي غطى منطقة الشرق الأوسط وشمال أفريقيا في 7 ديسمبر 2015، واستمر حتى توقف اعتبارا من 1 مايو 2019، دون إبداء أسباب.
عرضت كويست عربية في المقام الأول برامج مدبلجة لصالح قناة ديسكفري، وكانت تبث على مدار أربع وعشرين (24) ساعة لتصل إلى الوطن العربي بالكامل. واستقطبت القناة فئة واسعة من جيل الشباب الناطق باللغة العربية من الجنسين مع التركيز بشكل أكبر على فئة الذكور من عمر الستة عشر (16) عاماً فما فوق من خلال الأوقات المناسبة لهم. كما كان للقناة موقع إلكتروني لإعادة عرض برامجها التي تم بثها خلال الأيام السبعة الفائتة، أغلق بنفس التاريخ.

## توقف البث
توقفت القناة عن البث بتاريخ 1 مايو من سنة 2019. وكانت القناة قد أوقفت بث البرامج قبل أيام من إيقاف البث حيث كانت تُظهر فقط شعار القناة من اليمين على الأعلى وهاشتاغ #اطلع_برة من أعلى الشاشة على اليسار مع رسالة متحركة بالأسفل تخبر المشاهدين باقتراب إيقاف البث للقناة. بقيت أسباب توقف البث مجهولة حتى بعد توقف القناة.

## وصلات خارجية
- الموقع الرسمي